# Upaix
Upaix – miejscowość i gmina we Francji, w regionie Prowansja-Alpy-Lazurowe Wybrzeże, w departamencie Alpy Wysokie.
Według danych na rok 1990 gminę zamieszkiwało 359 osób, a gęstość zaludnienia wynosiła 15 osób/km² (wśród 963 gmin regionu Prowansja-Alpy-W. Lazurowe Upaix plasuje się na 533. miejscu pod względem liczby ludności, natomiast pod względem powierzchni na miejscu 424.).